# The Playboy of the Western World
The Playboy of the Western World é uma peça de três atos escrita pelo dramaturgo irlandês John Millington Synge e se apresentou pela primeira vez no Abbey Theatre, em Dublin, em 26 de janeiro de 1907. Ela fica na casa pública de Michael James Flaherty no Condado de Mayo, na costa oeste da Irlanda) desde o início do século XX. Conta a história de Christy Mahon, um jovem fugindo de sua fazenda, alegando que matou seu pai.
Os moradores locais estão mais interessados em aproveitar sua história vicariamente do que em condenar a imoralidade do seu assassinato, e, de fato, o conto de Christy capta a atenção romântica da empregada Pegeen Mike, a filha de Flaherty. A peça é mais conhecida por seu uso da linguagem poética e evocativa do Hiberno-Inglês, fortemente influenciada pelo Língua Irlandesa, pois Synge celebra o discurso lírico dos irlandeses.

## Personagens

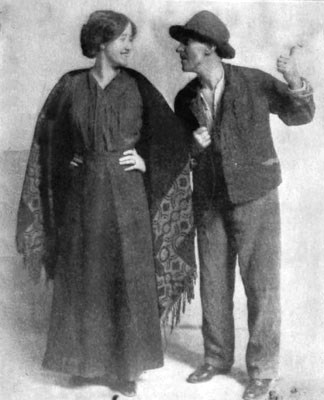
Os atoress iralndeses Sara Allgood ("Widow Quin") e J. M. Kerrigan ("Shawn Keogh") em The Playboy of the Western World, no Plymouth Theatre em Boston, 1911

- Christy Mahon, um homem que se gaba de que matou seu pai
- Old Mahon, pai de Christy, um invasor
- Michael James Flaherty, o publicano
- Margaret Flaherty, chamada Pegeen Mike, filha de Michael, e a garçonete
- Shawn Keogh, um jovem que ama Pegeen
- Widow Quin, uma viúva na casa dos trinta
- Philly Cullen e Jimmy Farrell, agricultores
- Sara Tansey, Susan Brady, Honor Blake e Nelly, meninas da aldeia
- Um porteiro
- Alguns camponeses e agricultores

## Sinopse
Na costa oeste do Condado de Mayo, Christy Mahon tropeça na taverna de Flaherty. Lá ele alega que ele está fugindo porque ele matou seu próprio pai ao atingir sua cabeça com um loy. Flaherty elogia Christy por sua ousadia, e a filha de Flaherty (e a garçonete), Pegeen, se apaixona por Christy, para a consternação de sua noiva, Shawn Keogh. Por causa da novidade das façanhas de Christy e da habilidade com a qual ele conta sua própria história, ele se torna uma espécie de herói da cidade. Muitas outras mulheres também se sentem atraídas por ele, incluindo Widow Quin, que tenta sem sucesso seduzir Christy a pedido de Shawn. Christy também impressiona as mulheres da vila por sua vitória em uma corrida de burros, usando a besta mais lenta.
Por fim, o pai de Christy, Mahon, que estava apenas ferido, o acompanha até a taverna. Quando os habitantes percebem que o pai de Christy está vivo, todos, incluindo Pegeen, o evitam como mentiroso e covarde. Para recuperar o amor de Pegeen e o respeito da cidade, Christy ataca seu pai pela segunda vez. Desta vez, parece que o Velho Mahon realmente está morto, mas em vez de louvar Christy, os habitantes da cidade, liderados por Pegeen, ligam-se e preparam-se para enforcá-lo para evitar serem implicados como acessórios para o seu crime. A vida de Christy é salva quando seu pai, espancado e ensanguentado, rasteja de volta ao local, tendo sobrevivido de forma improvável ao segundo ataque de seu filho. Como Christy e seu pai saem para vagar pelo mundo, tendo se reconciliado, Shawn sugere que ele e Pegeen se casem logo, mas ela o rejeita. Pegeen lamenta trair e perder Christy: "eu perdi o único playboy do mundo ocidental".